# Жарёнки
Жарёнки — село в Ардатовском районе Мордовии. Входит в состав Чукальского сельского поселения

## География
Расположены в 20 км от районного центра и 4 км от железнодорожной станции Ардатов.

## История
Основаны между 1624 и 1671. Впервые упоминаются в генеральной переписи мордвы Алатырского уезда 1671 как «Новые выставки… из Ст. Чукал на Озерках… Верхосурского стана». Название «Ж.» в переписных документах встречается с 1696. По версии И. К. Инжеватова, возникло на месте выжженного леса для земледелия. По статистическим сведениям 1859, Жарёнки — село владельческое и удельное из 107 дворов (921 чел.), с православной церковью. В 1913 в Жарёнках было 228 дворов (1083 чел.); действовала школа (открыта в 1870 по инициативе И. Н. Ульянова). Был развит слесарный промысел.

## Население
| 1859 | 1913  | 2001 | 2002 | 2010 | 2012 | 2013 |
| ---- | ----- | ---- | ---- | ---- | ---- | ---- |
| 921  | ↗1083 | ↘363 | ↘354 | ↘330 | ↘310 | ↘308 |
| 2014 | 2015  | 2016 | 2017 | 2018 |      |      |
| ↘300 | ↘293  | ↘279 | ↗281 | ↘275 |      |      |

Национальный состав
Преимущественно русские.

## Экономика
С 1997 функционирует СХПК «Путь Ленина» (бывший колхоз).

## Люди, связанные с селом
Родина Героя Социалистического Труда М. М. Гороховой-Долговой, заслуженного работника сельского хозяйства МАССР И. Ф. Устимова.
Михаил Васильевич Сергиевский (27 октября 1898, Жарёнки, Симбирская губерния, Российская империя — 1982, Куйбышев на Волге) — советский физиолог и преподаватель, ученик Н. А. Милославского.